# Schattenwelt (Die drei ???)
Die drei ??? – Schattenwelt ist ein 2014 erschienener Jugendkrimi. Er wurde von den Autoren Christoph Dittert (Teil A: Teuflisches Duell), Kari Erlhoff (Teil B: Angriff in der Nacht) und Hendrik Buchna (Teil C: Die dunkle Macht) verfasst und ist der 175. Band der Buchreihe Die drei ???. Er ist der vierte Jubiläumsband der Reihe und besteht aus drei Teilen. 2015 erschien Schattenwelt zudem als 175. Folge der gleichnamigen Hörspielserie.

## Handlung

### Teuflisches Duell
Kurz nachdem sie ins Studentenwohnheim der Universität Ruxton eingezogen sind, bekommen die drei ??? von merkwürdigen Ereignissen auf dem Campus mit. Unmenschliche Schreie sind auf dem Gelände zu hören, eine freundliche Studentin wird plötzlich aggressiv... Was geht hier nicht mit rechten Dingen zu? Und bei wem handelt es sich um den Teumessischen Fuchs, über den man überall Gerüchte hört? Die drei ??? machen sich daran, Licht in das Dunkel zu bringen…

### Angriff in der Nacht
Im Laufe ihrer Ermittlungen geraten die drei ??? immer weiter in einen Sumpf aus Lügen und dunklen Machenschaften. Doch wer verbirgt sich hinter alldem? Justus, Peter und Bob versuchen, das Geheimnis um den Teumessischen Fuchs zu lüften. Doch sind die drei Detektive auf der richtigen Spur? Eines Nachts werden sie plötzlich Opfer eines Anschlags ihres unbekannten Gegners…

### Die dunkle Macht
Die drei Detektive entdecken auf dem Campus einige spektakuläre Dinge. Doch der Teumessische Fuchs scheint ihnen stets eine Nasenlänge voraus zu sein. Sie wissen noch immer nicht, wer wirklich hinter dem geheimnisvollen Pseudonym steckt. Je näher die drei ??? der Lösung des Falls kommen, desto gefährlicher wird er für sie. Als Justus, Peter und Bob endlich den Teumessischen Fuchs zu Gesicht bekommen, gilt es, ihn aufzuhalten...

## Trivia
- bei einer Buchbewertung auf der Fanseite rockybeach.com belegte Schattenwelt den 111. Platz. Damit ist sie der am schlechtesten bewertete Jubiläumsband der Buchreihe. Auch die Hörspiel-Folge erreicht nur den 91. Platz und stößt damit auf vergleichsweise schlechte Resonanz[2][3]
- der Titel des Buchs drang schon vor der Veröffentlichung an die Öffentlichkeit. Grund dafür war eine Panne auf der Internet-Seite des Kosmos-Verlags[4]